# Ехидо ла Мутуа (Ел Наранхо)
Ехидо ла Мутуа (шп. Ejido la Mutua) насеље је у Мексику у савезној држави Сан Луис Потоси у општини Ел Наранхо. Насеље се налази на надморској висини од 257 м.

## Становништво
Према подацима из 2010. године у насељу је живео 1 становник.

### Хронологија
| Година       | 2000          | 2005      | 2010 |
| ------------ | ------------- | --------- | ---- |
| Становништво | 134 (77 / 57) | 7 (5 / 2) | 1    |

### Попис
| # | Индикатор                     | Вредност |
| - | ----------------------------- | -------- |
| 1 | Укупно домаћинстава           | 1        |
| 2 | Укупно насељених домаћинстава | 1        |
| 3 | Величина локације             | 1        |